# Viva La Bam
A Viva La Bam egy valóságshow, mely 2003. október 26-án indult az Egyesült Államokban. A műsor Bam Margera (civilben profi gördeszkás) és barátai nem mindennapi hobbiját, a „profi szinten való ökörködést” mutatja be. A show az MTV kultikus sorozatának, a Jackassnek leágazása, Bam Margera ugyanis nem ebben tűnt fel először, mivel 1999-ben az első CKY videóban került a tévébe .

## Történet
A szereplők epizódonként egy-egy „küldetést” teljesítenek – gördeszka, haverok, rokonok, szakértők és persze némi csíny segítségével. Bár a show spontánnak tűnik, rendkívül precíz háttérmunka zajlik a kulisszák mögött.
A műsor zenéjét Margera kedvenc együttesei szolgáltatják: a HIM, a The Rasmus és a  The 69 Eyes.

## Szereplők
Állandó szereplők:
- Bam Margera
- Phil Margera
- April Margera
- Don Vito (Vincent Margera)
- Ryan Dunn
- Raab Himself(Chris Raab)
- Brandon DíCamillo
- Rake Yohn
- A CKY

## Forgatási helyszínek
Pennsylvania, New York, New Orleans, Los Angeles, Mexikó, Brazília, Európa, Westchester

## Epizódok

### 1. évad (2003)
- Phil pokoli napja
- Ne etesd Philt!: Phil 24 óráig nem ehet
- Családi összejövetel
- Vegasba megyünk
- Három napos hétvége
- Nagyon boldog Margera Karácsonyt
- April bosszúja
- Guberáló vadászat

### 2. évad (2004)
- Bam kastélya
- Don Vito randija
- Kövérgyerek párbaj
- Mardi Gras(1. rész)
- Mardi Gras(2. rész)
- Közösségi rossz szolgálat
- Fa teteji kaszinó
- Derbi párbaj
- Jégváros-az elveszett epizód